# Ritva Holmberg
Ritva Holmberg (31 de mayo de 1944 – 17 de julio de 2014) fue una dramaturga, guionista, directora y actriz finlandesa.

## Biografía
Su verdadero nombre era Ritva Tuulikki Kupias, y nació en Jyväskylä, Finlandia. Se graduó en la Academia de Teatro de la Universidad de las Artes de Helsinki en 1971. Trabajó como directora en el Teatro Sueco de Turku entre 1974 y 1977, fue profesora de dramaturgia en la Academia de Teatro en 1980–1983, y directora y dramaturga en el Kaupunginteatteri de Helsinki en 1987–1995. 
Entre sus obras teatrales más relevantes figura la dramatización de Seitsemän veljestä llevada a escena en el Kaupunginteatteri de Turku. Otras piezas dramatizadas fueron Välskärin kertomuksia (Kaupunginteatteri de Turku), Peter Pan (Kaupunginteatteri de Helsinki), Los endemoniados (Kaupunginteatteri de Helsinki), Kallion kimallus (Kaupunginteatteri de Helsinki) y Nicholas Nickleby (Kaupunginteatteri de Vaasa). Como directora, trabajó en teatros de Turku, Oulu, Lahti, Kuopio, Espoo, Vaasa y Tampere. También dirigió en el Teatro Sueco y el Lilla Teatern de Helsinki. En Suecia trabajó en el Riksteatern y en teatros de Uppsala y Gotemburgo. Entre sus representaciones como directora se encuentran Sommargäster (Stadsteater de Gotemburgo), El inspector general (Riksteatern), Las tres hermanas (Kaupunginteatteri de Oulu), Dödsdansen (Teatro Sueco), Cabaret (Stadsteater de Upsala), Kallion kimallus (Kaupunginteatteri de Helsinki), Herrojen Eeva (Kaupunginteatteri de Espoo), Casa de muñecas (Teatro de Tampere) y Minna-musikaali (Kaupunginteatteri de Kuopio).
Para la televisión, y junto a Eija Vilpas, escribió el guion de los 24 capítulos de la serie Paavo ja Raili. En su faceta de actriz cinematográfica, formó parte del reparto de la película Työmiehen päiväkirja (1967).
Ritva Holmberg estuvo casada con el actor y director Kalle Holmberg, y falleció en Helsinki en el año 2014. Fue enterrada en el Cementerio del Monasterio de Valamo, en Heinävesi. La escritora Annina Holmberg es hija suya.  